# Bonnie & Clyde (miniserie televisiva)
Bonnie & Clyde è una miniserie televisiva statunitense del 2013 che racconta le vicende dei fuorilegge Bonnie e Clyde, che durante la grande depressione diventarono la coppia criminale più famosa di sempre. Attraverso rapine e omicidi sconvolsero nell'America degli anni trenta.
Emile Hirsch interpreta Clyde Barrow e Holliday Grainger interpreta Bonnie Parker. La miniserie, in due parti, è andata in onda negli Stati Uniti l'8 e 9 dicembre 2013 in simultanea su A&E, History, Lifetime. In Italia viene trasmessa in contemporanea sui canali a pagamento History e Crime+Investigation il 22 e 23 febbraio 2015 mentre in chiaro viene trasmessa da Paramount Channel il 27 e 28 aprile 2016.

## Trama
Clyde Barrow è cresciuto nelle zone rurali del Texas con il fratello maggiore Buck, assieme hanno già all'attivo numerosi furti e rapine, che li hanno portati dentro e fuori di prigione. Quando Buck finisce nuovamente in carcere, Clyde incontra l'amore della sua vita Bonnie Parker, una cameriera che sogna di diventare una stella del cinema di Hollywood. Ben presto Bonnie e Clyde diventano due dei criminali più famosi d'America, commettendo una serie di rapine e omicidi.

## Premi e riconoscimenti
- 2014 - Emmy Award
  - Nomination Miglior miniserie
  - Nomination Migliori acconciature per una miniserie o film
  - Nomination Miglior trucco per una miniserie o film (non prostetico)
  - Nomination Miglior montaggio audio per una miniserie, film o speciale
- 2014 - Critics' Choice Television Award
  - Nomination Miglior miniserie
  - Nomination Miglior attrice in un film TV o miniserie a Holliday Grainger
- 2013 - Satellite Award
  - Nomination Miglior attrice in un film TV o miniserie a Holliday Grainger
  - Nomination Miglior attore non protagonista in una serie, miniserie o film TV a William Hurt